# Henk Liotart
Henk (Hank) Liotart (Baarn, 15 november 1943) is een Nederlands-Amerikaans voormalig voetballer.
Liotart begon zijn loopbaan in 1964 als aanvallende middenvelder bij Blauw Wit. Hij speelde in Nederland ook voor PEC en N.E.C. maar maakte vooral furore in de Verenigde Staten in de NASL. Hij speelde voor onder meer Seattle Sounders en Portland Timbers. Hij beëindigde zijn loopbaan in 1982 bij Oklahoma City Slickers.
Liotart had zich  definitief gevestigd in de Verenigde Staten en was Amerikaans staatsburger geworden. In 1975 speelde hij viermaal voor het Amerikaans voetbalelftal.

## Carrièrestatistieken
| Seizoen         | Club                     | Land             | Competitie      | Competitie | Competitie | Beker | Beker | Internationaal | Internationaal | Overig | Overig | Totaal | Totaal |
| Seizoen         | Club                     | Land             | Competitie      | Wed.       | Dlp.       | Wed.  | Dlp.  | Wed.           | Dlp.           | Wed.   | Dlp.   | Wed.   | Dlp.   |
| --------------- | ------------------------ | ---------------- | --------------- | ---------- | ---------- | ----- | ----- | -------------- | -------------- | ------ | ------ | ------ | ------ |
| 1964/65         | Blauw Wit                | Nederland        | Eerste divisie  | –          | –          | –     | 0     | –              | –              | –      | –      | –      | –      |
| 1965/66         | Blauw Wit                | Nederland        | Eerste divisie  | –          | –          | –     | 0     | –              | –              | –      | –      | –      | –      |
| 1966/67         | Blauw Wit                | Nederland        | Eerste divisie  | –          | –          | –     | 0     | –              | –              | –      | –      | –      | –      |
| 1967            | Pittsburgh Phantoms      | Verenigde Staten | NPSL            | –          | –          | –     | –     | –              | –              | –      | –      | –      | –      |
| 1968            | Cleveland Stokers        | Verenigde Staten | NASL            | 31         | 7          | –     | –     | –              | –              | –      | –      | 31     | 7      |
| 1969            | Dallas Tornado           | Verenigde Staten | NASL            | –          | –          | –     | –     | –              | –              | –      | –      | –      | –      |
| 1969/70         | PEC                      | Nederland        | Tweede divisie  | –          | 2          | 0     | 0     | –              | –              | –      | –      | –      | 2      |
| 1970/71         | PEC                      | Nederland        | Tweede divisie  | –          | 6          | 1     | 0     | –              | –              | –      | –      | –      | 6      |
| 1971/72         | PEC Zwolle               | Nederland        | Eerste divisie  | –          | 12         | 1     | 0     | –              | –              | –      | –      | –      | 12     |
| 1972/73         | N.E.C.                   | Nederland        | Eredivisie      | 6          | 0          | 1     | 0     | –              | –              | –      | –      | 7      | 0      |
| 1973/74         | N.E.C.                   | Nederland        | Eredivisie      | 1          | 0          | 0     | 0     | –              | –              | –      | –      | 1      | 0      |
| 1974            | Seattle Sounders         | Verenigde Staten | NASL            | 19         | 0          | –     | –     | –              | –              | –      | –      | 19     | 0      |
| 1975            | Seattle Sounders         | Verenigde Staten | NASL            | 18         | 2          | –     | –     | –              | –              | –      | –      | 18     | 2      |
| 1976            | Seattle Sounders         | Verenigde Staten | NASL            | 10         | 0          | –     | –     | –              | –              | –      | –      | 10     | 0      |
| 1976            | Portland Timbers         | Verenigde Staten | NASL            | 8          | 1          | –     | –     | –              | –              | –      | –      | 8      | 1      |
| 1977            | Portland Timbers         | Verenigde Staten | NASL            | 20         | 1          | –     | –     | –              | –              | –      | –      | 20     | 1      |
| 1979            | San Diego Sockers        | Verenigde Staten | NASL            | 8          | 0          | –     | –     | –              | –              | –      | –      | 8      | 0      |
| 1979/80         | Hartford Hellions (Zaal) | Verenigde Staten | MISL            | 26         | 5          | –     | –     | –              | –              | –      | –      | 26     | 5      |
| 1980            | San Diego Sockers        | Verenigde Staten | NASL            | 4          | 0          | –     | –     | –              | –              | –      | –      | 4      | 0      |
| 1980/81         | Wichita Wings (Zaal)     | Verenigde Staten | MISL            | 26         | 1          | –     | –     | –              | –              | –      | –      | 26     | 1      |
| 1981/82         | Memphis Americans (Zaal) | Verenigde Staten | MISL            | 39         | 8          | –     | –     | –              | –              | –      | –      | 39     | 8      |
| 1982            | Oklahoma City Slickers   | Verenigde Staten | ASL             | –          | –          | –     | –     | –              | –              | –      | –      | –      | –      |
| Carrière totaal | Carrière totaal          | Carrière totaal  | Carrière totaal | 216        | 45         | 1     | 0     | 0              | 0              | 0      | 0      | 217    | 45     |